# Peltophryne fustiger
Peltophryne fustiger är en groddjursart som först beskrevs av Schwartz 1960.  Peltophryne fustiger ingår i släktet Peltophryne och familjen paddor. IUCN kategoriserar arten globalt som livskraftig. Inga underarter finns listade i Catalogue of Life.